# Kuniv, Izeaslav
Kuniv (în ucraineană Кунів) este localitatea de reședință a comunei Kuniv din raionul Izeaslav, regiunea Hmelnîțkîi, Ucraina.

## Demografie
Componența lingvistică a localității Kuniv
     Ucraineană (98,91%)
     Alte limbi (1,09%)
Conform recensământului din 2001, majoritatea populației localității Kuniv era vorbitoare de ucraineană (98,91%), existând în minoritate și vorbitori de alte limbi.